# Dakota County (Minnesota)
Dakota County is een county in de Amerikaanse staat Minnesota.
De county heeft een landoppervlakte van 1.475 km² en telt 355.904 inwoners (volkstelling 2000). De hoofdplaats is Hastings.

## Bevolkingsontwikkeling

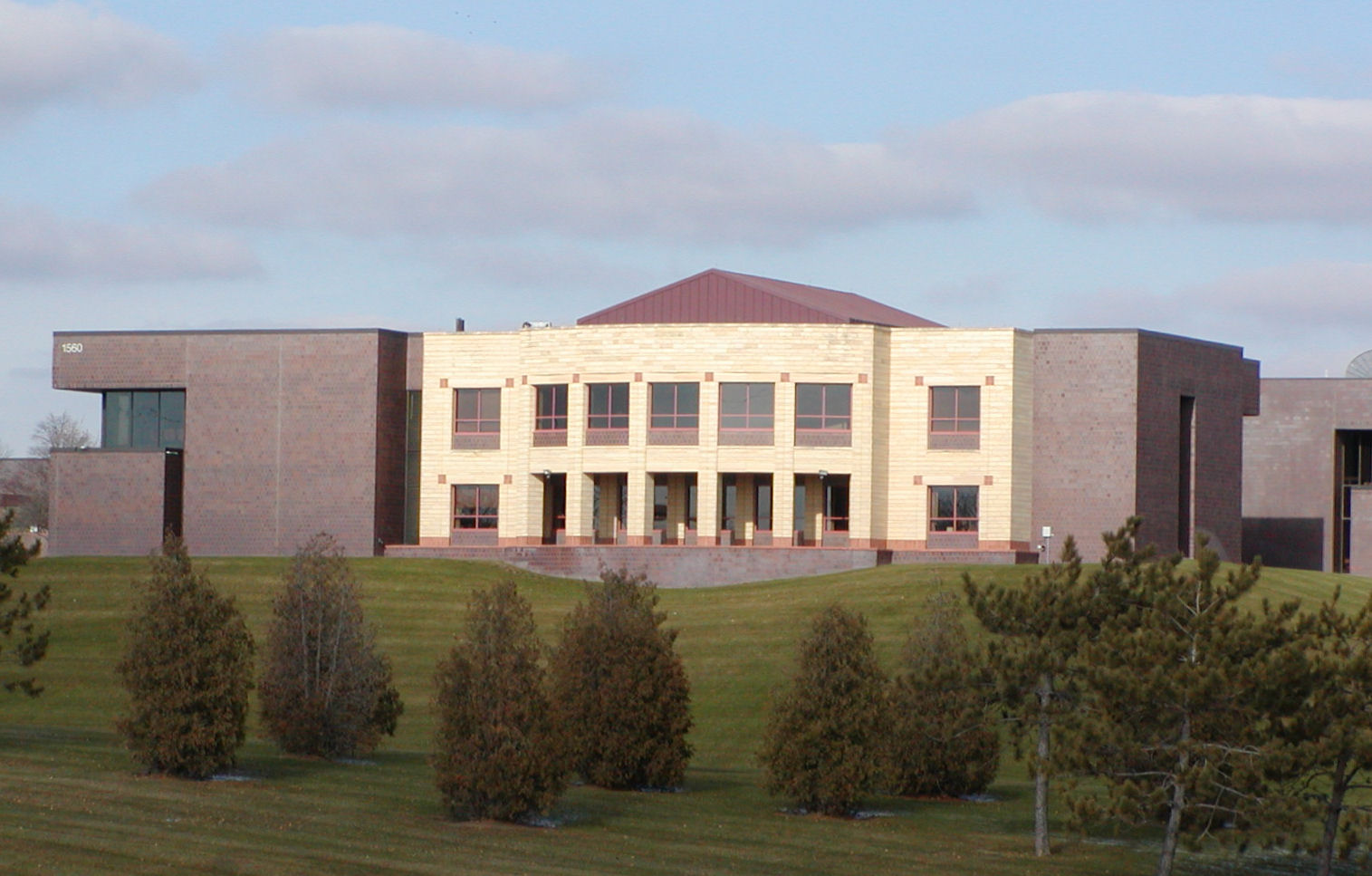
Dakota County Courthouse